# Васил Попадјук
Васил Попадјук (Валов, 16. јануар 1966) је украјински виолиниста, назван „украјински Паганини“, пијаниста, оснивач бенда „PapaDuke“, са којим путује по свијету, свирајући музику у стиловима свјетске музике, латиноамеричке, џипси и џеза. Може да свира 15 музичких инструмената, а сваки од музичара бенда такође свира неколико музичких инструмената. Он има таленат за компоновање. Концерти виртуоза окупљају велику публику 150–200 пута годишње. Често наступа у Украјини. Почасни умјетник Украјине (од 2009).

## Биографија
Рођен је у породици умјетника. Његова мајка, Свитлана Попадјук, је кореографкиња, а отац, Васил Иванович Попадјук (1940-1991), из села Мишина, Коломијски округ, Ивано-Франковска област, био је познати флаутиста, члан хора названог по Григорију Веревки, и дириговао је, између осталог, чувеним „Тројичним музикама“.
Васил Попадјук је студирао у Специјализованој музичкој школи Никола Лисенко у Кијеву и стекао је класично музичко образовање од седам година. Затим је уписао Националну музичку академију Украјине „Чајковски“, одакле је прешао на дописно одјељење Лавовске музичке академије назване „Лисенко“.
Војну службу је одслужио у Кијеву у ансамблу пјесама и игара, који је стално држао концерте за ликвидаторе посљедица несреће у Чернобиљу. Касније су љекари препоручили Василу Попадјуку да промјени мјесто боравка 1988. године и он се преселио да ради у Москву. Овдје, у Свјетском музичком театру, под управом Володимира Назарова, свирао је десет нових националних инструмената и научио умјетност реинкарнације. Године 1993. вратио се у Кијев, гдје је свирао у ансамблу „Хопак“, сарађивао са Државним циганским позориштем „Romanos“.
Од 1997. године живи и ради у Торонту и Отави. Ожењен је Соломијом Хмаром, ћерком украјинског политичара Степана Хмаре, и има три ћерке, Морјану, Софијку и Катрусју. Породица говори украјински.
Године 2003. учествовап је у телевизијској емисији „Велики музички канадски сан“, гдје се такмичио против 15.000 других виолиниста. У финалу је извео хуцулску фантазију и освојио друго мјесто.

## Концерти
У априлу 2022. године, учествовао је на концерту у Реџајни, у Канади, у Умјетничком центру Конексус у корист Дјечје болнице у Луганску.
У мају 2022. године, он и његов бенд Papaduke одржали су концерт у позоришту Zoetic у Канади.
Дана 27. јануара 2023. године, у општинској аудиторијуму „Пако де Лусија“ у Алкала де Енаресу, одржао је концерт како би прикупио средства за набавку амбулантних возила за Украјину.

## Дискографија
- En llamas (1999)
- Ablaze II Diez mil millas (2001)
- III (2004)[11]
- Papá Duke y Vasyl Popadiuk (2006)